# Championnats d'Afrique de lutte 2023
Navigation
2022 2024
Les championnats d'Afrique de lutte 2023 se déroulent du 15 au 20 mai 2023 à Hammamet, en Tunisie. Plus de 390 lutteurs de 20 pays prendront part à la cette édition. 

## Calendrier
| Épreuve↓/Date (mai 2023) → | Lun 15 | Mar 16 | Mer 17 | Jeu 18 | Ven 19 | Sam 20 |  |
| -------------------------- | ------ | ------ | ------ | ------ | ------ | ------ |  |
| Cadets                     |        |        |        |        |        |        |  |
| Lutte féminine             | x      |        |        |        |        |        |  |
| Lutte gréco-romaine        | x      |        |        |        |        |        |  |
| Lutte libre                |        | x      |        |        |        |        |  |
| Juniors                    |        |        |        |        |        |        |  |
| Lutte féminine             |        |        | x      |        |        |        |  |
| Lutte gréco-romaine        | x      |        |        |        |        |        |  |
| Lutte libre                |        | x      |        |        |        |        |  |
| Seniors                    |        |        |        |        |        |        |  |
| Lutte féminine             |        |        |        |        | x      |        |  |
| Lutte gréco-romaine        | x      |        |        |        |        |        |  |
| Lutte libre                |        | x      |        |        |        |        |  |

## Podiums seniors

### Hommes

#### Lutte libre
| Épreuves | Or                         | Argent                      | Bronze                         |
| -------- | -------------------------- | --------------------------- | ------------------------------ |
| 57 kg    | Diamantino Iuna Fafé (GBS) | Gamal Mohamed (EGY)         | Roland Nforsong (CMR)          |
| 57 kg    | Diamantino Iuna Fafé (GBS) | Gamal Mohamed (EGY)         | Khalil Barkouti (TUN)          |
| 61 kg    | Abdelhak Kherbache (ALG)   | Firas Khalifa (TUN)         | Shehabeldin Mohamed (EGY)      |
| 61 kg    | Abdelhak Kherbache (ALG)   | Firas Khalifa (TUN)         | Yassine Jaa (MAR)              |
| 65 kg    | Farouk Jelassi (TUN)       | Frederik Nortje (RSA)       | Zohier Iftene (ALG)            |
| 65 kg    | Farouk Jelassi (TUN)       | Frederik Nortje (RSA)       | Omar Mourad (EGY)              |
| 70 kg    | Said El Gahsh (EGY)        | Mohamed Ali Zorgui (TUN)    | Pieter Roedulf (RSA)           |
| 70 kg    | Said El Gahsh (EGY)        | Mohamed Ali Zorgui (TUN)    | Sylvio Diatta (SEN)            |
| 74 kg    | Amr Reda Hussen (EGY)      | Bacar Ndum (GBS)            | Yassine Faraj (MAR)            |
| 74 kg    | Amr Reda Hussen (EGY)      | Bacar Ndum (GBS)            | Abdelkader Ikkal (ALG)         |
| 79 kg    | Ahmed Khaled Mohamed (EGY) | Chemseddine Fetairia (ALG)  | Francisco Kadima (ANG)         |
| 79 kg    | Ahmed Khaled Mohamed (EGY) | Chemseddine Fetairia (ALG)  | Ebikeme Newlife (NGA)          |
| 86 kg    | Fateh Benferdjallah (ALG)  | Saifeldin Elkoumy (EGY)     | Harrison Onovwiomogbohwo (NGA) |
| 86 kg    | Fateh Benferdjallah (ALG)  | Saifeldin Elkoumy (EGY)     | Edward Louwis Lessing (RSA)    |
| 92 kg    | Imed Kaddidi (TUN)         | Mahmoud Walid Ibrahim (EGY) | Machiel Grobler (RSA)          |
| 97 kg    | Mostafa Elders (EGY)       | Mohamed Saadaoui (TUN)      | Nicolaas De Lange (RSA)        |
| 125 kg   | Diaaeldin Kamal (EGY)      | Hamza Rahmani (TUN)         | Anas Lamkabber (MAR)           |

#### Lutte gréco-romaine
| Épreuves | Or                             | Argent                         | Bronze                      |
| -------- | ------------------------------ | ------------------------------ | --------------------------- |
| 55 kg    | Mohamed Yacine Dridi (ALG)     | Adem Lamloum (TUN)             | Alexandro Haininga (NAM)    |
| 60 kg    | Haithem Mahmoud (EGY)          | Ibrahim Bunduka (SLE)          | Ismail Ettalibi (MAR)       |
| 60 kg    | Haithem Mahmoud (EGY)          | Ibrahim Bunduka (SLE)          | Romio Goliath (NAM)         |
| 63 kg    | Abdeldjebar Djebbari (ALG)     | Ahmad Baghduda (EGY)           | Oussama Nasr (TUN)          |
| 67 kg    | Mohamed Ibrahim El-Sayed (EGY) | Ishak Ghaiou (ALG)             | Aymen Ben Ali (TUN)         |
| 72 kg    | Abdelmalek Merabet (ALG)       | Mohamed Yehia Abdelkader (EGY) | Radhwen Tarhouni (TUN)      |
| 77 kg    | Mohamed Zahab Khalil (EGY)     | Akram Boudjemline (ALG)        | Sami Slama (TUN)            |
| 82 kg    | Abdelkrim Ouakali (ALG)        | Elias Chiguer (MAR)            | Mahmoud Walid Ibrahim (EGY) |
| 87 kg    | Bachir Sid Azara (ALG)         | Emad Abouelatta (EGY)          | Mohamed Dhia Jabri (TUN)    |
| 97 kg    | Mohamed Ali Gabr (EGY)         | Adem Boudjemline (ALG)         | Skander Missaoui (TUN)      |
| 130 kg   | Abdellatif Mohamed (EGY)       | Amine Guennichi (TUN)          | Hichem Kouchit (ALG)        |

### Femmes
| Épreuves | Or                          | Argent                    | Bronze                  |
| -------- | --------------------------- | ------------------------- | ----------------------- |
| 50 kg    | Mercy Genesis (NGA)         | Cheima Chebila (ALG)      | Emma Wangila (KEN)      |
| 53 kg    | Christianah Ogunsanya (NGA) | Nogona Bakayoko (CIV)     | Ibtissem Doudou (ALG)   |
| 53 kg    | Christianah Ogunsanya (NGA) | Nogona Bakayoko (CIV)     | Abir Zarrouki (TUN)     |
| 55 kg    | Jumoke Adekoye (NGA)        | Achouak Tekouk (ALG)      | Lobna Ichaoui (TUN)     |
| 57 kg    | Mercy Adekuoroye (NGA)      | Faten Hammami (TUN)       | Rayane Houfaf (ALG)     |
| 59 kg    | Siwar Bousetta (TUN)        | Patience Opuene (NGA)     | Farah Ali Hussein (EGY) |
| 62 kg    | Marwa Amri (TUN)            | Esther Kolawole (NGA)     | Fatoumata Camara (GUI)  |
| 65 kg    | Khadija Jlassi (TUN)        | Ebipatei Mughenbofa (NGA) | Eunice Mburu (KEN)      |
| 68 kg    | Blessing Oborududu (NGA)    | Samah Abdellatif (EGY)    | Nour Jeljeli (TUN)      |
| 72 kg    | Ebi Biogos (NGA)            | Menatalla Badran (EGY)    | Zaineb Sghaier (TUN)    |
| 76 kg    | Samar Amer (EGY)            | Hannah Rueben (NGA)       | Anta Sambou (SEN)       |

## Tableau des médailles
- Pays organisateur ( Tunisie)

| Rang  | Nation         | Or | Argent | Bronze | Total |
| ----- | -------------- | -- | ------ | ------ | ----- |
| 1     | Égypte         | 11 | 8      | 4      | 23    |
| 2     | Algérie        | 7  | 6      | 5      | 18    |
| 3     | Nigeria        | 6  | 4      | 2      | 12    |
| 4     | Tunisie        | 5  | 7      | 11     | 23    |
| 5     | Guinée-Bissau  | 1  | 1      | 0      | 2     |
| 6     | Afrique du Sud | 0  | 1      | 4      | 5     |
| 6     | Maroc          | 0  | 1      | 4      | 5     |
| 8     | Côte d'Ivoire  | 0  | 1      | 0      | 1     |
| 8     | Sierra Leone   | 0  | 1      | 0      | 1     |
| 10    | Kenya          | 0  | 0      | 2      | 2     |
| 10    | Namibie        | 0  | 0      | 2      | 2     |
| 10    | Sénégal        | 0  | 0      | 2      | 2     |
| 13    | Angola         | 0  | 0      | 1      | 1     |
| 13    | Cameroun       | 0  | 0      | 1      | 1     |
| 13    | Guinée         | 0  | 0      | 1      | 1     |
| Total | Total          | 30 | 30     | 39     | 99    |